# Uniwersytet w Kisangani
Uniwersytet w Kisangani (UNIKIS) – uniwersytet w mieście Kisangani w Demokratycznej Republice Konga. Został założony w 1963 roku przez protestanckich misjonarzy jako Wolny Uniwersytet Konga (fr. Université libre du Congo, ULC); w 1971 roku został przekształcony w część Narodowego Uniwersytetu Zairu, a w 1981 roku został od niego oddzielony, przyjmując swoją obecną nazwę, jako uniwersytet w Kisangani. Jego rektorem jest profesor Dr. Toengaho Lokundo.

## Historia
Uniwersytet Kisangani został założony w 1963 roku przez Kościół Chrystusowy w Kongo, stowarzyszenie kościołów protestanckich działających w Kongo. Oryginalnie nosił nazwę: Wolny Uniwersytet Konga. Uczelnia rozpoczęła działalność z 50 studentami i sześcioma profesorami.
Krytycy oskarżali założycieli, niewielką grupę amerykańskich protestanckich misjonarzy, o próbę stworzenia przeciwwagi dla wpływów belgijskiego i katolickiego Kościoła w nowym kraju. Uniwersytet otrzymał fundusze od różnych grup protestanckich, ale także od nowego rządu kongijskiego oraz od rządów Niemiec Zachodnich i Holandii.
W lutym 2019 roku poinformowano, że studenci UNIKIS zaatakowali pracowników akademickich i władze lokalne.
Rektorem uczelni jest profesor Dr. Toengaho Lokundo.

## Wydziały
Uniwersytet ma osiem wydziałów:
- Wydział Nauk Humanistycznych
- Wydział Prawa
- Wydział Ekonomii i Zarządzania
- Wydział Nauk Społecznych Polityka i Administracja
- Wydział Nauk (matematyka, biologia i chemia)
- Wydział Psychologii i Nauk o Wychowaniu
- Wydział Lekarski i Farmaceutyczny (medycyna, zdrowie publiczne, farmacja)